# Jeangu Macrooy
Jeangu Macrooy (Paramaribo, 6 novembre 1993) è un cantautore surinamese naturalizzato olandese.
Avrebbe dovuto rappresentare i Paesi Bassi all'Eurovision Song Contest 2020 con il brano Grow, ma in seguito all'annullamento dell'evento a causa della pandemia di COVID-19 è stato confermato come rappresentante nazionale per l'edizione del 2021, dove ha cantato Birth of a New Age.

## Biografia
Nato nella capitale surimanese, ha iniziato la sua carriera musicale nel 2011 insieme al fratello gemello Xillian Macrooy formando il duo Between Towers, pubblicando anche il loro album di debutto Stars on My Radio nel 2013.
Nel 2014, dopo aver studiato al Conservatorio di Paramaribo, decide di trasferirsi nei Paesi Bassi per studiare scrittura musicale all'Università delle belle arti ArtEZ di Enschede. Durante un'esibizione studentesca a scuola, Macrooy ha incontrato il produttore musicale Perquisite e poco dopo ha firmato un contratto con  l'etichetta Unexpected Records di Perquisite verso dicembre 2015. Con l'etichetta ha pubblicato il suo extended play di debutto Brave Enough, dove è presente il singolo Gold che è stato utilizzato anche nella serie Il trono di Spade.
Nell'aprile 2017, Macrooy ha pubblicato il suo primo album in studio High on You, seguito da esibizioni nei locali e festival dei Paesi Bassi e come atto di supporto per vari artisti in Belgio, Francia e Germania. Mentre nel 2018 ha debuttato nello spettacolo teatrale The Passion, dove ha interpretato il ruolo di Giuda Iscariota nell'Amsterdam-Zuidoost.
Il 10 gennaio 2020 l'emittente radiotelevisiva olandese AVROTROS ha confermato di aver selezionato internamente l'artista come rappresentante dei Paesi Bassi all'Eurovision Song Contest 2020 che si sarebbe dovuto svolgere proprio a Rotterdam. Il brano che avrebbe dovuto cantare al contest, Grow, è stato pubblicato il successivo 4 marzo. Nonostante l'annullamento dell'evento due mesi prima a causa della pandemia di COVID-19, Macrooy è stato riconfermato come rappresentante nazionale per l'edizione del 2021. Il suo nuovo brano eurovisivo, Birth of a New Age, è uscito a marzo 2021. Nel maggio successivo, Jeangu Macrooy si è esibito nella finale eurovisiva, dove si è piazzato al 23º posto su 26 partecipanti con 11 punti totalizzati.

## Discografia

### Solista

#### Album
- 2017 – High on You
- 2019 – Horizon

#### Album live
- 2019 – Live!

#### EP
- 2016 – Brave Enough

#### Singoli
- 2016 – Gold
- 2016 – To Love Is Hurt
- 2016 – Brave Enough
- 2017 – Step Into the Water
- 2017 – Crazy Kids
- 2017 – High on You
- 2017 – Tell Me Father
- 2018 – How Much I Love You
- 2018 – Dance With Me
- 2019 – Shake Up This Place
- 2019 – Second Hand Lover
- 2020 – Grow
- 2021 – Birth of a New Age

### Con i Between Towers
- 2013 – Stars on My Radio